# オール・アイズ・オン・ミー (映画)
『オール・アイズ・オン・ミー』（All Eyez on Me）は2017年にアメリカ合衆国で公開された伝記映画である。監督はベニー・ブーム、主演はディミートリアス・シップ・Jrが務めた。1996年に25歳で亡くなったラッパー、2パックの生涯を描いている。なお、本作のタイトルは2パックの同名アルバムに由来するものである。
本作の日本語字幕は額賀深雪が担当している。字幕監修は丸屋九兵衛。

## ストーリー
1995年、2パックことトゥパック・シャクールはドキュメンタリー作家を前に自分の半生を語っていた。
1971年、トゥパックの母親であるアフェニ・シャクールが刑務所から出所した。アフェニはブラックパンサー党に所属しており、その活動の中でいくつかの法律違反を犯したのであった。妊娠が判明した後も、アフェニは活動を控えるようなことはせず、積極的に社会の不公正を告発していた。
そんな母親の元で育ったトゥパックは黒人としての誇りを教えられ、様々な差別を目撃することになった。養父のミュートゥルも革新的な考えの持ち主であり、アメリカ社会が如何に抑圧的であるかをトゥパックに語り聞かせた。ミュートゥルはFBIから殺人容疑等で指名手配を受けており、ある暴動の最中に逮捕されてしまった。そのとき、トゥパックと妹は警官から暴力的な扱いを受けた。
成長するにつれて、トゥパックは母親の考えと距離を置くようになった。そして、彼はボルチモアにある美術学校に進学し、そこでジェイダ・ピンケットと友達になった。
ヒップホップグループ、デジタル・アンダーグラウンドに参加したトゥパックは歌手としての才能を発揮し始め、「Same Song」がヒットする。バンドのマネージャーであったレイラ・ステインバーグの指導の下、トゥパックはヒップホップをメインにしたアルバムの製作を始めた。彼の音楽は人々に愛されたが、その過激な歌詞が原因で音楽会社と対立してしまった。トゥパックは「この歌詞は貧民街の現実を描いたものであり、誰も貧者を助けようとはしない現実を表現した」と主張したが、音楽会社との溝は深まるばかりであった。
トゥパックは『ジュース』で俳優としての活動も始めた。ラップミュージックを通して黒人差別の深刻さを描き出した同作は高い評価を受け、トゥパックの演技も好評だった。彼は貧しい黒人たちへの寄付を惜しむことがなかった。そんなある日、トゥパックは信号無視を注意した警官と口論になった。別の日には、黒人に暴力を振るった白人2人を警察に付き出そうとしたが、男の一人がトゥパックに向かって発砲した。身の危険を感じたトゥパックは自分のリムジンから拳銃を取り出した。その2人は警察官であったため、トゥパックは2人を銃撃した容疑で逮捕されてしまった。
その後のトゥパックの人生も波瀾に満ちたものであったが、その中でヒップホップ史に残る数々の名曲を生み出していくのであった。

## キャスト
※括弧内は日本語吹替。
- ディミートリアス・シップ・Jr（英語版） - トゥパック・シャクール（2パック）（奈良徹）
- ダナイ・グリラ - アフェニ・シャクール（英語版）（吉田麻実）
- ローレン・コーハン - レイラ・ステインバーグ（英語版）
- ジェイミー・ヘクター（英語版） - ミュートゥル・シャクール（英語版）
- アニー・イロンゼ - キダダ・ジョーンズ（英語版）
- ジャマール・ウーラード（英語版） - ノトーリアス・B.I.G.（露崎亘）
- カテリーナ・グレアム - ジェイダ・ピンケット（安國愛菜）
- ドミニク・L・サンタナ - シュグ・ナイト（谷内健）
- グレイス・ギブソン - フェイス・エヴァンス
- ライアン・アマド - アンジー・マルチネス
- ステフトン・ワシントン - ショーン・コムズ
- クリス・クラーク - ショックG（英語版）（坂田明寛）
- マネー-B（英語版） - 本人
- クリフトン・パウエル - フロイド
- ジョネル・ヤング - レイ・ルヴ（英語版）
- ジャーメル・ハワード - モプリーム・シャクール（英語版）
- アザド・アルノー - ダズ・ディリンガー（英語版）
- ジャレット・エリス - スヌープ・ドッグ（上住谷崇）
- キース・ロビンソン（英語版） - アトロン・グレゴリー
- ラヤン・ローレンス - トリーチ（英語版）
- ジェームズ・ハッター3世 - ヤキ・カダフィ（英語版）
- ジャーメイン・カーター - フセイン・ファタール（英語版）
- E.D.I.ミーン（英語版） - 本人
- ヤング・ノーブル（英語版） - 本人
- デレイ・デイヴィス（英語版） - レッグス
- ハロルド・ハウス・ムーア - ドクター・ドレー（藤翔平）
- ヒル・ハーパー - ジャーナリスト
- コリー・ハーディクト - ハイチアン・ジャック（英語版）（ナイジェル）
- フィル・アルミホ - ジョニー・J（英語版）

## 製作

### 構想
2011年2月10日、モーガン・クリーク・プロダクションズが2パックの伝記映画『Tupac』を製作しており、アントワーン・フークアに監督のオファーが出ているとの報道があった。同作には4500万ドルの製作費が投じられ、夏には撮影が開始されると報じられていた。しかし、その後しばらく製作は進展しなかった。2014年2月12日、ジョン・シングルトンが監督に起用され、脚本のリライトも行う予定だと報じられた。4月16日、オープン・ロード・フィルムズが本作の全米配給権を購入したと発表した。2015年4月7日、製作サイドとの見解の相違を理由にシングルトンが監督を降板し、その代役としてカール・フランクリンの起用が検討されているとの報道があった。10月28日、エメット/フーラ/オアシス・プロダクションが契約違反を理由にモーガン・クリーク・プロダクションズを訴えた。

### キャスティング
2015年11月30日、ベニー・ブームが本作の監督に起用されたと報じられた。12月上旬、本作のタイトルが『Tupac』から『All Eyez On Me』に変更された。24日、ディミートリアス・シップ・Jrが2パック役に起用され、ジャマール・ウーラードがノトーリアス・B.I.G.役に起用された。なお、ウーラードがノトーリアス・B.I.G.を演じるのは本作が2度目である。2016年1月11日、ダナイ・グリラの出演が決まったと報じられた。12日、カテリーナ・グレアムが本作でジェイダ・ピンケットを演じることになったとの報道があった。同じ日には、ドミニク・L・サンタナの出演も決まった。
13日、ジェイミー・ヘクターが本作に出演することになったと報じられた。15日、ローレン・コーハンがレイラ・ステインバーグ役に起用されたとの報道があった。18日、マネー-Bが本人役で出演すると報じられた。19日、グレイス・ギブソンがフェイス・エヴァンスを演じることになったと報じられた。22日、クリフトン・パウエルとジョネル・ヤング、キース・ロビンソンの出演が決まった。2月、アニー・イロンゼが本作に出演するとの報道があった。

### 撮影
本作の主要撮影は2015年12月中旬にジョージア州アトランタで始まり、翌年4月12日に終了した。

## マーケティング
2016年6月16日、2パックの45回目の誕生日に本作のファースト・トレイラーが公開された。9月13日、2パックの20回目の命日にセカンド・トレイラーが公開された。2017年2月10日、本作のサード・トレイラーが公開された。

## 興行収入
本作は『カーズ/クロスロード』、『海底47m』、『ラフ・ナイト 史上最悪!?の独身さよならパーティー』と同じ週に公開され、公開初週末に1700万ドルから200万ドルを稼ぎ出すと予想されていたが、実際の数字はそれを上回るものであった。2017年6月16日、本作は全米2471館で封切られ、公開初週末に2643万ドルを稼ぎだし、週末興行収入ランキング初登場3位となった。Deadline.comは本作が興行的成功を収めたのは、トゥパックの誕生日に封切られたことと『ストレイト・アウタ・コンプトン』（2015年）の成功でアフリカ系アメリカ人のミュージシャンに対する関心が高まったからだと分析している。しかし、公開2週目には1週目の22％（580万ドル）しか稼ぎ出せなかった。

## 評価

### 批評家からの評価
本作は批評家から酷評されている。映画批評集積サイトのRotten Tomatoesには80件のレビューがあり、批評家支持率は18%、平均点は10点満点で4.3点となっている。サイト側による批評家の見解の要約は「主演を務めたディミートリアス・シップ・Jrの素晴らしい演技にも拘わらず、『オール・アイズ・オン・ミー』は真に偉大な人物の生涯を表面的になぞっただけの伝記映画になっている。」となっている。また、Metacriticには21件のレビューがあり、加重平均値は38/100となっている。なお、本作のCinemaScoreはA-となっている。

### 当事者からの評価
ジェイダ・ピンケット＝スミスは自身のTwitterでトゥパックと自身の関係に関する描写に不正確な点が多くあると指摘した。ピンケット＝スミスは「トゥパックが私に詩を聞かせてくれたことなんてない。彼の死後に詩集が出版されるまで、詩に関心を持っていたことすら知らなかった。」「トゥパックのライブに参加したことはないし、ましてやバックステージで口論になったこともない。」と述べる一方で、シップとグレアムの演技は高く評価している。ショーン・コムズとシュグ・ナイトは本作の出来映えを称賛しており、自分たちを演じた俳優にも賛辞を送っている。